# Siča
Siča – wieś w Chorwacji, w żupanii karlowackiej, w gminie Barilović. W 2011 roku liczyła 154 mieszkańców.